# Циссет, Кристоф
Кристо́ф Ци́ссет (нем. Christoph Zysset) — швейцарский кёрлингист и тренер по кёрлингу.
Как тренер мужской сборной Швейцарии участник чемпионатов мира (лучший результат — шестое место в 2006) и чемпионата Европы 2010 (стали бронзовыми призёрами).

## Результаты как тренера
национальных сборных:
| Год  | Турнир                                       | Сборная             | Место |
| ---- | -------------------------------------------- | ------------------- | ----- |
| 2010 | Чемпионат мира по кёрлингу среди мужчин 2010 | Швейцария (мужчины) | 6     |
| 2010 | Чемпионат Европы по кёрлингу 2010            | Швейцария (мужчины) | 3     |
| 2011 | Чемпионат мира по кёрлингу среди мужчин 2011 | Швейцария (мужчины) | 7     |

клубных команд:
| Год  | Турнир                                            | Скип            | Место |
| ---- | ------------------------------------------------- | --------------- | ----- |
| 2010 | Чемпионат Швейцарии по кёрлингу среди мужчин 2010 | Штефан Карнусян | 1     |
| 2011 | Чемпионат Швейцарии по кёрлингу среди мужчин 2011 | Кристоф Шваллер | 1     |
| 2012 | Чемпионат Швейцарии по кёрлингу среди мужчин 2012 | Кристоф Шваллер | 5     |
| 2013 | Чемпионат Швейцарии по кёрлингу среди мужчин 2013 | Свен Михель     | 1     |
| 2017 | Чемпионат Швейцарии по кёрлингу среди мужчин 2017 | Марк Пфистер    | 3     |